# Dhanaura
Dhanaura è una suddivisione dell'India, classificata come municipal board, di 24.465 abitanti, situata nel distretto di Jyotiba Phule Nagar, nello stato federato dell'Uttar Pradesh. In base al numero di abitanti la città rientra nella classe III (da 20.000 a 49.999 persone).

## Geografia fisica
La città è situata a 28° 58' 18 N e 78° 15' 37 E.

## Società

### Evoluzione demografica
Al censimento del 2001 la popolazione di Dhanaura assommava a 24.465 persone, delle quali 12.972 maschi e 11.493 femmine. I bambini di età inferiore o uguale ai sei anni assommavano a 4.157, dei quali 2.235 maschi e 1.922 femmine. Infine, coloro che erano in grado di saper almeno leggere e scrivere erano 14.175, dei quali 8.589 maschi e 5.586 femmine.